# Zahar
Zahar ist ein männlicher Vorname.

## Herkunft und Bedeutung
Bei Zahar handelt es sich um eine alternative Schreibweise des Namens Zahaar, arabisch زَهّار zahāʾr. Der Name bedeutet „Florist“, „Blumenverkäufer“.

## Varianten
Varianten des Namens sind Zahaar, Zahhar und Zahhaar.